# Willughbeia ovatifolia
Willughbeia ovatifolia là một loài thực vật có hoa trong họ La bố ma. Loài này được (Stapf) Merr. miêu tả khoa học đầu tiên năm 1923.